# Saint-Martin-Saint-Firmin

Saint-Martin-Saint-Firmin este o comună în departamentul Eure din Franța. În 1 ianuarie 2022 avea o populație de 336 de locuitori.